# Sony Xperia Z Ultra

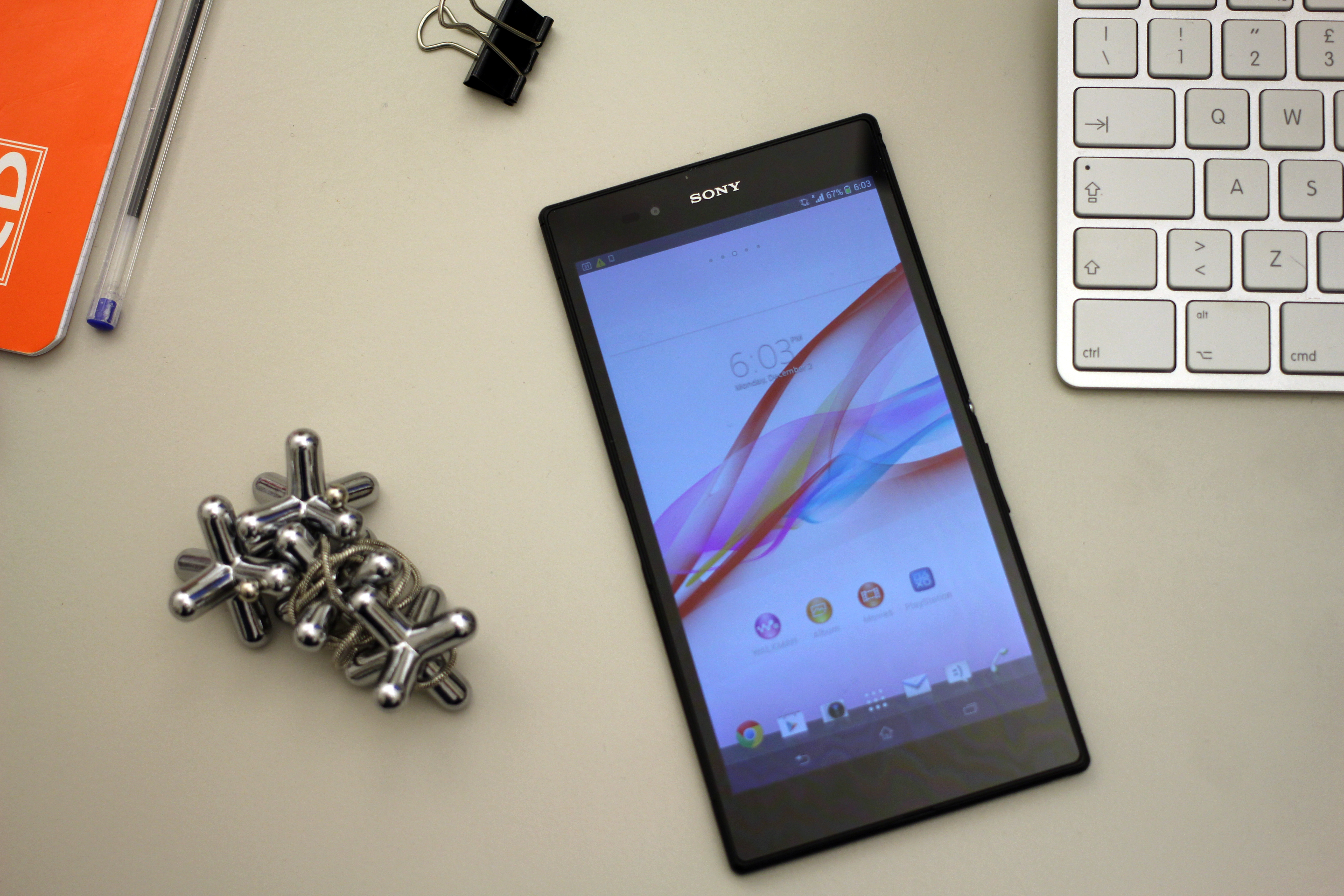
Sony Xperia Z Ultra là một phablet được thiết kế và sản xuất bởi Sony Mobile vào năm 2013.
Với tên mã Togari và được quảng bá là "chiếc điện thoại thông minh màn hình Full HD mỏng nhất thế giới", nó là điện thoại đầu tiên cho phép người dùng ghi chú hoặc vẽ bằng pút bi hay bút chì.
Giống như Sony Xperia Z và Z1, điện thoại này chống bụi, chống áp suất dưới nước nhẹ, và chống nước, cho phép ngâm dưới nước ở độ sâu 1,5 mét hay ở dưới nước 30 phút (tiêu chuẩn IP55/58), cũng như chống trầy xước, chính điều này khiến nó trở thành điện thoại thông minh mỏng nhất thế giới có chứng nhận IP.